# Centre International Albert Roussel
El Centre International Albert Roussel (en español: Centro Internacional Albert-Roussel, CIAR) es una organización francesa creada en 1992 en Bavinchove (región Norte-Paso de Calais) con el objetivo de promover la obra del compositor Albert Roussel, así como la de otros compositores del siglo XX relacionados con su estética o su influencia.
La fundación está dedicada especialmente a la cultura musical francesa y flamenca de los siglos XIX y XX y también apoya a los músicos del Departamento Norte de Francia en el Flandes francés. El presidente es Damien Top.
Cada año se organiza un festival de música, el "Festival International Albert-Roussel" que desde que fue creado en 1997, se organiza entre septiembre y octubre.